# Leisha Hailey
Leisha Hailey (ur. 11 lipca 1971 w Okinawie, Japonia) – amerykańska aktorka, piosenkarka i producentka.

## Życiorys
Jej rodzicami są Robert i Jane Hailey. Leisha dorastała w Bellevue, stan Nebraska, gdzie uczęszczała do Bellevue West High School. Jako nastolatka ujawniła się jako lesbijka i przeprowadziła się do Nowego Jorku.

### Kariera aktorska
W 1991 roku skończyła American Academy of Dramatic Arts. W roku 1997 Leisha zagrała niewielką rolę w serialu Ellen oraz drugoplanową rolę w filmie All Over Me. Jednak dopiero telewizyjny debiut w amerykańskim serialu The L Word przyniósł jej prawdziwy sukces.

### Kariera muzyczna
Będąc w college’u razem ze swoją koleżanką, Heather Grody, założyła zespół The Murmurs, z którym występowała m.in. w Williamsburg, Brooklynie i East Village. W latach 90. przeniosła się do Los Angeles gdzie nagrała kilka albumów i występowała na Lilith Fair. W pracach nad albumem „Blender” brali udział m.in. Charlotte Caffey i Jane Wiedlin (z The Go-Go), ponadto produkcją kilku piosenek zajęła się k.d. lang, ówczesna partnerka Leishy. W 2001 zespół The Murmurs zmienił nazwę na Gush.
Z początkiem roku 2007 Leisha, wraz z Camilą Grey, założyła nowy zespół Uh Huh Her.

## Życie prywatne
Leisha przez pewien czas związana była z kanadyjską piosenkarką k.d. lang, a od 2006 z projektantką Niną Garduno.
Wiadomość o jej związku z Camilą Grey wyszła na jaw podczas incydentu, który miał miejsce w samolocie linii Southwest Airlines, kiedy obydwie zostały poproszone o opuszczenie samolotu po kłótni ze stewardesą, która zwróciła im uwagę, gdy zaczęły się całować. Oburzona Leisha podzieliła się tym zdarzeniem na Twitterze.
Southwest Airlines zadeklamował specjalne przeprosiny zaznaczając, że owo potraktowanie nie miało nic wspólnego z orientacją seksualną. W 2007 została wybrana najseksowniejszą kobietą przez portal AfterEllen.com, wyprzedzając m.in. Angelinę Jolie.